# Broglie
Broglie – miejscowość i gmina we Francji, w regionie Normandia, w departamencie Eure.
Według danych na rok 1990 gminę zamieszkiwało 1168 osób, a gęstość zaludnienia wynosiła 147 osób/km² (wśród 1421 gmin Górnej Normandii Broglie plasuje się na 183. miejscu pod względem liczby ludności, natomiast pod względem powierzchni na miejscu 471.).